# Sheebah Karungi
Sheebah Karungiは、ウガンダの女性歌手である。

## 経歴
カンパラ県、カウェンペ区にて生まれる。父親はルワンダ人、母親はアンコーレ人である。ムスリム系の初等学校に通い、高校は中退している。
2007年にガールズグループObsessionsに加入し、2010年脱退、ソロとしてのキャリアをスタートさせる。2013年にGoodlyfe Entertainmentからリリースしたシングルがヒットする。2014年TEAM NO SLEEPに移籍した。服飾ブランド、SHEEBAHOLICS（彼女のファンもそう呼ばれている）も運営している。

### 音楽キャリア
高校を中退し、「お金のため」ダンスからキャリアを始めた。2007年Obsessionsに加入するが既にグループは幾つかのヒット曲を持っていたためメンバーとの人間関係に苦労したと語っている。
ソロ転身後、幾つかのヒット曲をリリースしたが、GOODLYFE CREW加入後はさらに勢いを増し、「Twesana」「Ice Cream」等の代表曲をリリースする。
2014年レーベル内のトラブルで、TEAM NO SLEEPに加入後は当時のレーベルメイト・Pallasoとコンビで「Mundongo」「Go Down Low」、又ソロでは「Nkwatako」「Malidadi」「Nipe Yote」等のヒット曲を生み出す。
ウガンダで権威のある音楽賞Hipipo Music Awardsなどの賞を受賞している。
1. ↑  Radio & Weasel内「解散騒動」の項参照